# Ганнелоре Вейґанд
Ганнелоре Вейґанд (нім. Hannelore Weygand, 30 жовтня 1924 — 18 грудня 2017) — німецька вершниця.
Срібна призерка Олімпійських Ігор 1956 року в командній виїздці.